# Delhi–Kolkata nagysebességű vasútvonal
A Delhi–Kolkata nagysebességű vasútvonal egy tervezett, 993 km hosszúságú, 1435 mm-es nyomtávolságú nagysebességű vasútvonal Indiában Delhi és Patna között. A tervek szerint a vasútvonalat 25 kV 50 Hz AC áramrendszerrel villamosítanák, a vonatok legnagyobb sebessége 200–350 km/h lenne.
A vonal része a Gyémánt Négyszög programnak, amely Újdelhi, Kolkata, Mumbai és Chennai városok nagysebességű vasúttal történő egyesítésére törekszik. Ez a Howrah-Delhi fővonalon halad Tundlától Howrah-ig. A vonat a tervek szerint mindössze 5 óra 30 percre csökkenti az India nemzeti fővárosa, Újdelhi és Nyugat-Bengál indiai állam fővárosa, Kolkata közötti 1500 km-es út idejét.
A brit Mott McDonald cég szerint, amely a projekt megvalósíthatósági tanulmányát készítette, az építkezés becsült költségei mintegy 5 billió ₹ (60 milliárd amerikai dollár). A várható sebesség 200–320 km/h. A projekt második szakaszát már megkezdték, hogy a folyosót meghosszabbítsák a Howrah Terminusig (Howrah vasútállomás) a Kolkata metropoliszban.
Jelenleg az INECO-TYPSA-ICT nemzetközi konzorcium végzi a megvalósíthatósági tanulmányt.